# Akiko Akazome
Akiko Akazome (jap. 赤染 晶子, Akazome Akiko; * 31. Oktober 1974 in der Präfektur Kyōto; † 18. September 2017 in Uji (Kyōto)) war eine japanische Schriftstellerin.

## Leben
Akazomo studierte deutsche Sprache und Literatur an der Universität Kyōto. Sie gewann 2004 den Preis der Literaturzeitschrift Bungakukai und arbeitete seitdem als professionelle Schriftstellerin. Für den Roman Otome no mikkoku (乙女の密告) erhielt sie 2010 den Akutagawa-Preis. Am 18. September 2017 starb Akiko Akazome in Uji (Kyōto) im Alter von 42 Jahren.